# Ade (nome)
Ade  è un nome proprio di persona italiano maschile.

## Varianti
- Femminili: Ada, Adea
- Maschili: Adino[senza fonte]

### Varianti in altre lingue
- Greco antico: ‘Αιδης (Haides)[1][2]
- Inglese: Hades[1][2]
- Latino: Hades[1][2]

## Origine e diffusione
Il nome ha una doppia origine: da una parte può rifarsi ad Ade, il dio dei morti nella mitologia greca, re dell'omonimo regno: il suo nome deriva dal greco αιδης (aides), letteralmente "non visto", "invisibile" (da de, "luce", combinato con un'alfa privativa).
Nella maggioranza dei casi, però, rappresenta l'ipocoristico di nomi che iniziano per ade-, quali Adelino, Adelmiro, Adelmo, Adelaide, Adelfo, Ademaro, Adeodato, Aderito, Adelchi, Adele, Adelasia, Adelinda, Adelisa.

## Persone
- Ade Capone, sceneggiatore italiano
- Ade Mafe, velocista britannico
- Adesoje Ojevole, calciatore nigeriano
- Ade Dagunduro, cestista nigeriano
- Adeílson Pereira de Mello, calciatore brasiliano
- Ade Akinbiyi, calciatore nigeriano
- Ade Azeez, calciatore britannico
- Ade Murkey, cestista statunitense
- Ade Coker, calciatore statunitense
- Ade Alleyne-Forte, velocista trinidadiano

## Il nome nelle arti
- Ade è un personaggio del film britannico The Pass, interpretato da Arinzé Kene.
- Papa Hades è un personaggio del film horror Le colline hanno gli occhi 2.